# M.I.U.
「M.I.U.」（エム・アイ・ユー）は、茂木ミユキの1stスタジオ・アルバム。規格品番：TOCT-24760

## 経緯
茂木ミユキが大学時代にアマチュア・アーティスト活動をしていたのを、プロの音楽業界に招き入れたのは、東芝EMIの若手プロデューサーの石井由里であった。洋楽担当で数々の大物ミュージシャンと接して来た石井だったが、茂木の歌声と出会った時の事を「まるでそれはダイアモンドの原石のようにひっそりと輝いていた」と語る。石井は、何度か茂木のライヴに通う内に何とも言い様の無い静かな、しかし確実な衝撃を受け、時には歌声を聴いてるだけで涙が出てきたこともあったと言う。 茂木の声は、後に「百万人に一人の声質の持ち主」と評される事となるのであった。
石井は、洋楽で「マリー」という曲を大ヒットさせていた、デンマークとノルウェーとのハーフのシンガーソングライター、ソルヴァイ（Solveig Sandnes）がプロモーション来日していた折に茂木のデモテープを聴かせたところ、「素晴らしい声をしている!」と大変気に入られ、ソルヴァイは帰国後すぐに石井の元に数曲のデモを届けた。そしてそのデモの中でもシンプルながら、ひと聴きしただけで涙が出るような衝撃的な曲があった。ソルヴァイの談によると、茂木の声をイメージしながらピアノの前に座ったら、自然にこの詩とメロディーが浮かんで来たのだと言う。茂木もすぐにその曲が気に入り、また茂木の得意な英語詞ということもあったので敢えて日本語に訳さずに、プロデュースを本間昭光に依頼し、デンジャークルー・レコードから「miu」名義でリリースされたのがCDシングル「HOPE」である。
その後、石井から「HOPE」の日本語化を依頼された作詞家の松本隆は、茂木の声を聴いて「超絶声だ」と評したと言う。そして「HOPE」は、オリジナルとは異なる新たな世界観を持つ「洪水」と言うタイトルと詩を与えられ、東芝EMIから発売したシングルと共に、茂木は「miu」から「茂木ミユキ」として生まれ変わったのだった。松本は、各メディアで茂木のことを「声美人」と呼んで絶賛し、フジテレビフラワーセンターのCMソングにも採用され、全国ネットのお茶の間のTVで流される事となり、好評を博すこととなる。
ペット・ショップ・ボーイズも石井由里を通して茂木と繋がりがあったため、やはり彼らに茂木のデモテープを聴かせたところ感銘を与え、日本初の書き下ろし楽曲「all or nothing」を提供することも決まった。
茂木自身も「みゆ」として作詞、ソルヴァイ、ペット・ショップ・ボーイズの訳詞だけにとどまらず、作曲にチャレンジするなどして、「洪水」のシングル・リリースとほぼ同時に企画が始まった1stアルバム「M.I.U.」の制作は、着々と進行して行くのであった。
井上ヨシマサ、成田忍、本間昭光、山口一久らを迎えて制作されたこの1stアルバムは、発売前から音楽業界で大きな話題になったのである。

## 収録曲
特記以外作詞：みゆ
1. Ray of light（5:12）[1]
作曲・編曲：山口一久
2. 洪水（4:02）[1]
作詞：松本隆
作曲：Solveig
編曲：本間昭光
3. Fetish（3:50）[1]
作曲；Solveig
編曲：本間昭光
4. 月影歌（4:08）[1]
作曲・編曲：成田忍
5. 金木犀の丘（3:56）[1]
作曲・編曲：成田忍
6. さよなら（5:02）[1]
作曲・編曲：本間昭光
7. 鏡の中のfiction（3:07）[1]
作曲・編曲：井上ヨシマサ
8. Slave（5:08）[1]
作曲・編曲：山口一久
9. all or nothing（4:50）[1]
作詞・作曲：ニール・テナント，クリス・ロウ
訳詞：みゆ
編曲：飯田高広・本間昭光
10. ひとりごと（4:54）[1]
作曲・編曲：本間昭光
11. 秘密（4:39）[1]
作曲：みゆ
編曲：本間昭光
12. Fear（6:01）[1]
作曲：みゆ
編曲：成田忍
13. HOPE -The other side-
作詞・作曲：Solveig[6]

## スタッフ
- プロデューサ－：茂木ミユキ・石井由里
- ディレクター：川合滋
- 撮影者：菅野秀夫